# رفقای استوار
رفقای استوار (انگلیسی: Stand Up Guys) یک فیلم کمدی جنایی آمریکایی با بازی آل پاچینو، کریستوفر واکن و آلن آرکین است. این فیلم در اکتبر ۲۰۱۲ در جشنواره بین‌المللی فیلم شیکاگو و در فوریه ۲۰۱۳ در آمریکای شمالی اکران شد. کارگردان رفقای استوار، فیشر استیونس است.
سایر بازیگران این فیلم شامل جولیانا مارگولیس، ونسا فرلیتو، کاترین وینیک و مارک مارگولیس است. این فیلم نقدهای آمیخته مثبت و منفی دریافت کرد.

## داستان
یک گانگستر پیر به نام ول (آل پاچینو) بعد از ۲۸ سال از زندان آزاد می‌شود و با همکاران قدیمی‌اش داک (کریستوفر واکن) و هرش (آلن آرکین) همراه می‌شود.